# Z (Computerspiel)
Z ist ein Echtzeit-Strategiespiel der Firma The Bitmap Brothers, das am 2. September 1996 für DOS erschienen ist. 1997 erschien eine Portierung für die PlayStation durch Krisalis Software, ein Jahr später für den Sega Saturn. 1998 erschien Z 95 samt einer Erweiterung, die neben Unterstützung für Windows 95 auch einen Karteneditor und zusätzliche Level umfasste. Durch einen späteren Patch wurde Windows 98 unterstützt.
2001 erschien der Nachfolger Z: Steel Soldiers, ebenfalls von The Bitmap Brothers.
2011 hat Kavcom Z unter dem Namen „Z – The Game“ in überarbeiteter Neuauflage für iPhone, iPad und iPod Touch veröffentlicht. 2012 folgte die Android-Version. 2014 erschien ein Re-Release für den PC, welches das Original inhaltlich unangetastet ließ.

## Entwicklung
Das Spiel wurde ursprünglich für den Amiga entwickelt und nach sinkender Popularität auf PC portiert. Der Hauptentwickler wechselte während der 4-jährigen Entwicklung zum Konkurrenten Westwood Studios, um die Arbeit am Konkurrenzprodukt Command & Conquer fortzuführen. Ursprünglich waren 2 Disketten für das Spiel vorgesehen. Um das neuartige Medium CD-ROM zu befüllen, wurde daher FMV Zwischensequenzen eingeführt und im Nachhinein eine humoristische Story um die Roboter entwickelt. Der Schwierigkeitsgrad war bewusst hoch, um den Heimatmarkt im Vereinigten Königreich zufriedenzustellen. Für den US-Markt wurde die künstliche Intelligenz der Gegenspieler gedrosselt. In der Demoversion, die nur für die Presse gedacht war, fluchten die Spieleinheiten maßlos, um für Aufsehen zu sorgen. Das fertige Spiel gestaltete sich in der Hinsicht jugendfrei. Ein Conditional Music genanntes System variiert den Soundtrack je nach Intensität des Spielgeschehens.

## Spielprinzip
Das Spielgebiet ist in Sektoren unterteilt und das Spielfeld von vornherein erkundet. Auch Feindbewegungen sind ständig sichtbar. Fast alle Sektoren haben Flaggen, deren Farbe über den jeweiligen Besitzer Aufschluss gibt. Der Besitz wechselt, wenn ein anderer Spieler mit irgendeiner Einheit die Flagge berührt. Das Spiel kommt gänzlich ohne Basisbau aus.
In vielen Sektoren befinden sich Fabriken, Radarstationen oder Werkstätten, die für den jeweiligen Besitzer arbeiten. Fabriken und Werkstätten arbeiten auf Zeit. In ihnen können Roboter-Infanterie, Fahrzeuge und Geschütze gebaut werden. Die Zeit pro Einheit vermindert sich, je mehr Sektoren der jeweilige Spieler besitzt.
Jeder Spieler besitzt ein Fort, das gleichzeitig als Fabrik fungiert. Der Sektor, in dem das Fort steht, kann nicht durch Fahnenberührung erobert werden. Manchmal starten die Spieler auch mit einigen weiteren Sektoren in ihrem Besitz, in der Regel sind die meisten Sektoren zu Beginn aber ungenutzt. Die Spieler sammeln keine Ressourcen und bauen keine zusätzlichen Gebäude, sondern versuchen, schnell weitere Sektoren zu erobern.
Der Spieler verfolgt das Geschehen aus der Vogelperspektive. Er kann als Kommandant allen Einheiten Befehle erteilen und die Produktion in den Fabriken nach seinen Wünschen ausrichten.
Die Roboter-Infanterie eignet sich dazu, leere Fahrzeuge und Geschütze zu übernehmen. Zu Beginn des Spiels stehen meist einige solche in den Sektoren. Darüber hinaus können feindliche Roboter aus ihren Fahrzeugen bzw. Geschützen geschossen werden, um diese selbst zu besetzen.
Das Ziel des Spiels, den Gegenspieler zu vernichten, kann auf drei Wegen erreicht werden:
1. Man zerstört das gegnerische Fort.
2. Man zerstört alle gegnerischen Einheiten.
3. Man bewegt eine Einheit in das gegnerische Fort.

## Rezeption
PC Player stellte Probleme in der Ausbalancierung fest. Der Ausgang von Gefechten hängt häufig von Zufallsfaktoren ab und kann schnell spielentscheidend werden, sodass der Spieler häufig neu laden muss. Generell verführt die Hektik im Spiel, weniger strategisch vorzugehen. Aufgrund des starken Schneeballeffektes entscheidet sich ein Spiel häufig in wenigen Schlüsselszenen und lässt sich dann für den Verlierenden kaum noch wenden. Die künstliche Intelligenz der Robotersoldaten ist zudem sehr eigenwillig und häufig ineffizient im Gefecht. Für PowerPlay ist der Glücksfaktor ebenfalls ein Problem. Die Kombination aus Action und Strategie, das Leveldesign und der Abwechslungsreichtum zählen zu den Stärken des Titels. Das hohe Tempo führt durch die umständliche Benutzeroberfläche dazu, dass das Vorgehen zwar taktisch, aber häufig wenig strategisch ist. Laut PC Action überzeugt Z insbesondere im Mehrspielermodus. Der Computergegner ist sehr fordernd. Für die Steuerung auf dem Sega Saturn wird eine Sega Mouse empfohlen. Das HD Remake ermöglicht Auflösungen bis 1080p, was der Übersichtlichkeit zugutekommt. Die Pixelgrafik blieb unangetastet. Eine Steuerung mittels Tastatur wird nicht unterstützt und die Maussteuerung gestaltet sich etwas hakelig. Probleme mit der Wegfindung der Einheiten wurden ebenfalls nicht behoben.

## Reimplementation
Die Zod Engine ist eine freie und quelloffene Reimplementierung des Originalspiels. Es handelt sich nicht um einen exakten Klon, sondern um eine plattformunabhängige Modernisierung. Diese erlaubt einen Mehrspielermodus mit bis zu 8 Spielern.